# Sambucina
Sambucina aculeata — вид грибів, що належить до монотипового роду Sambucina.